# Симон I (цар Картлі)
Симон I Великий (1537–1603) — цар Картлі (1556–1569, 1578–1600). Син Луарсаба I Великого й Тамар, дочки царя Імереті Баграта III. Представник династії Багратіоні.

## Сходження на престол
У битві при Гарісі 1556 року старий цар Луарсаб I призначив Симона командувачем армії. Молодий спадкоємець проявив себе як відважний полководець і вигнав з Картлі кизилбашів. Під час сходження на царство Симона I Тбілісі зайняли ті ж кизилбаші, й резиденцію царя було перенесено до Горі.
У 1556—59 роках Симон I відновлював країну від неперервної війни, а потім заходився звільняти Картлі від кизилбашів.
1559 року уклав угоду з Кахетинським царством, що було ознаменовано одруженням Симона I з дочкою царя Кахеті Левана. У 1560—61 роках намагався звільнити Тбілісі, проте 1561 року в битві при Цихедіді зазнав поразки.
1562 року брат Симона I, Давид, прийняв іслам (під іменем Дауд-хана) та перейшов на службу до іранського шаха. Той відрядив Дауд-хана з військом до Картлі. 1567 при Дігомі та 1569 при Самадло Симон I розбив війська Дауд-хана. 1569 року в битві при Парцхісі (Алгетська ущелина), переслідуючи персів, які відступали, був узятий в полон. До 1578 року був у полоні в Ірані, а шах посадив на престол Картлі Дауд-хана.

## Партизанська війна проти персів та османів
Після початку ірансько-турецької війни (1578) шах звільнив Симона та призначив його царем Картлі, зайнятої турками. Після повернення Симон розпочав партизанську війну. Невдовзі було звільнено Лорі, Горі й інші фортеці. 1579 року війська Симона оточили Тбілісі. Головним завданням османів було забезпечення гарнізону провіантом, але Симон I неодноразово розбивав загони, що йшли на допомогу взятим в облогу. У той же час було звільнено захоплений турками Сатабаго.
Влітку 1580 року султан усунув очільника війська Лала-пашу та призначив Сінан-пашу, хоч і той не зміг підкорити Симона I. 1582 року Симон уклав союз із Манучаром II Джакелі. Того ж року у битві при Мухрані вони розбили військо султана.
1584 року султан відрядив до Картлі нового полководця — Ферхад-пашу. 1587 року той зміг повернути контроль над Самцхе-Саатабаго. Наприкінці 1580-их років усе Закавказзя було захоплено Османською імперією.
1588 року Симон I домовився з османами: за данину Османська імперія визнавала його царем Картлі. За ірансько-турецькою угодою 1590 року вся територія Грузії перейшла до сфери впливу Османської імперії.
Окрім того, Симон I боровся за возз'єднання країни. У 1580-их роках у Західній Грузії відбувались внутрішньо феодальні сутички. 1588 року в битві при Гопанто було розбито військо царя Імереті Левана, проте вплив Османської імперії завадив закріпити перемогу, й цар Леван повернув собі трон.
1590 року Симон знову захопив Імереті, узяв Кутаїсі, але утримати не зміг. У наступному поході він узяв Кутаїсі, Квару, Сканде, Кацхі, проте в битві при Опшквіті зазнав поразки.

## Полон і смерть
1595 року Іран, Картлі та Кахеті об'єднались проти Османської імперії. 1598 року вони взяли в облогу та 1599 узяли фортецю Горі. В той же час сталось антиосманське повстання в Самцхе-Саатабаго. Султан відрядив військо на чолі з Джафар-пашею. У битві при Арухло Симон зазнав поразки. У битві поблизу села Парцхісі (1599) Симона I було взято в полон та відправлено до Стамбула, до в'язниці Єдікуле («Сім веж»). У зв'язку з цим султан видав указ про святкування події: «від Марокко до Каспію, від Кавказу до Перської затоки, у всіх містах вивісити килими й три дні святкувати ув'язнення царя Симона I». За звільнення царя була відправлена вся скарбниця Картлійського царства. Султан прийняв дар і повернув тіло Симона.
Симона I було поховано у Свєтіцховелі поряд із батьком.

## Родина
Був одружений з Нестан-Дареджан, дочкою царя Кахеті Левана, від того шлюбу народились:
- Георгій X, цар Картлі.
- Луарсаб, царевич.
- Єлена, царівна, була одружена з атабагом Самцхе Манучаром II Джакелі
- Олександр, царевич.
- Вахтанг, царевич.
- Пахріджан-бегум, царівна, була у шлюбі з царевичем Хамза-Мірзою, братом шаха Ірану Аббаса I